# Jean Lannes
Jean Lannes (Lectoure, Gers, 10 de abril de 1769-Ebersdorf, 31 de mayo de 1809), duque de Montebello, mariscal de Francia y príncipe de Siewierz. Fue uno de los más brillantes militares de Napoleón Bonaparte, de quien fue además amigo personal, hasta el punto de tutearle amistosamente.

## Infancia y juventud

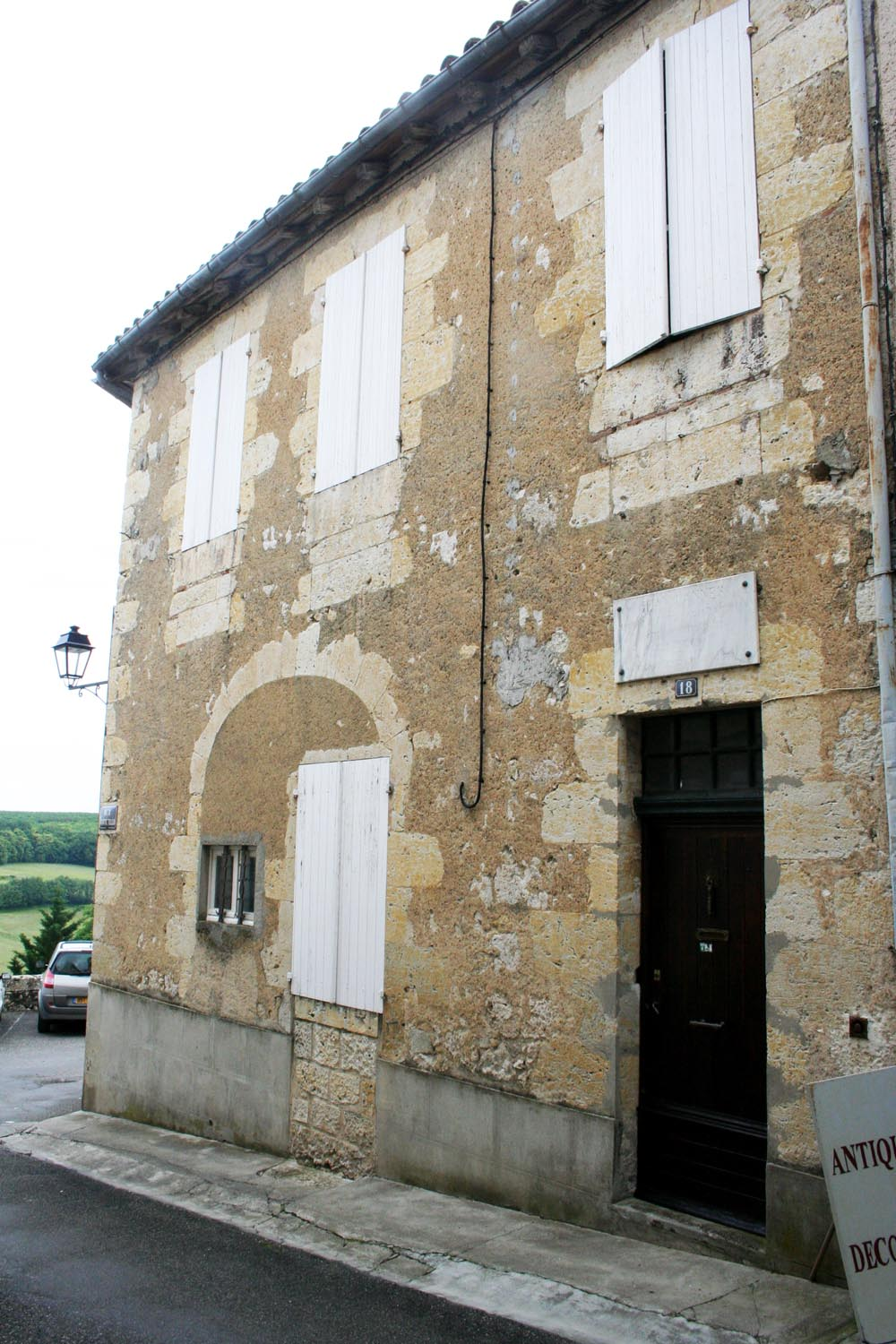
casa de nacimiento de Lannes 18, rue Montebello Lectoure (Gers, France)

Hijo de Jean Lannes, un modesto comerciante de Lectoure, y de su esposa Cécile Fouraignan, fue el quinto de un total de ocho hermanos. Debido a la escasez de recursos de su familia, su hermano mayor, Bernard, fue el único que recibió una formación completa. Jean, por su parte, apenas recibió una educación básica y pronto comenzó a trabajar como ayudante en una tintorería.
Dotado de una gran inteligencia, a medida que fue creciendo desarrolló también una gran presencia física. Ello le hizo entrar de voluntario en el Ejército, pues tras la Revolución francesa se abrió el ascenso a oficiales a personas no procedentes de la nobleza. Con el estallido de la Revolución francesa, Lannes se alistó en 1792 en el 2.º batallón de voluntarios de Gers, donde ascendió a los grados de sargento mayor y subteniente. Enviado su regimiento a Miral, cerca de Toulouse, para iniciar su entrenamiento militar, Lannes conoció allí al teniente Pouzet, que le introdujo en la vida militar y le enseñó conocimientos tácticos. Convertidos en amigos íntimos, ambos estaban destinados a perecer en la misma batalla. Destinado al ejército de los Pirineos Orientales, es nombrado teniente el 25 de septiembre, y capitán de granaderos el 31 de octubre. Participó en los combates de Port-Vendres, Collioure y Banyuls, donde recibió una herida en el brazo izquierdo. Todavía convaleciente, regresó a filas para participar en un ataque contra las posiciones españolas en Villelongue, hecho que le valió el grado de jefe de brigada el 25 de diciembre de 1793. De vuelta a Perpiñán para recuperarse, conoció a Paulette Méric, con quien se casó el 19 de marzo de 1795.

## Su carrera en el ejército

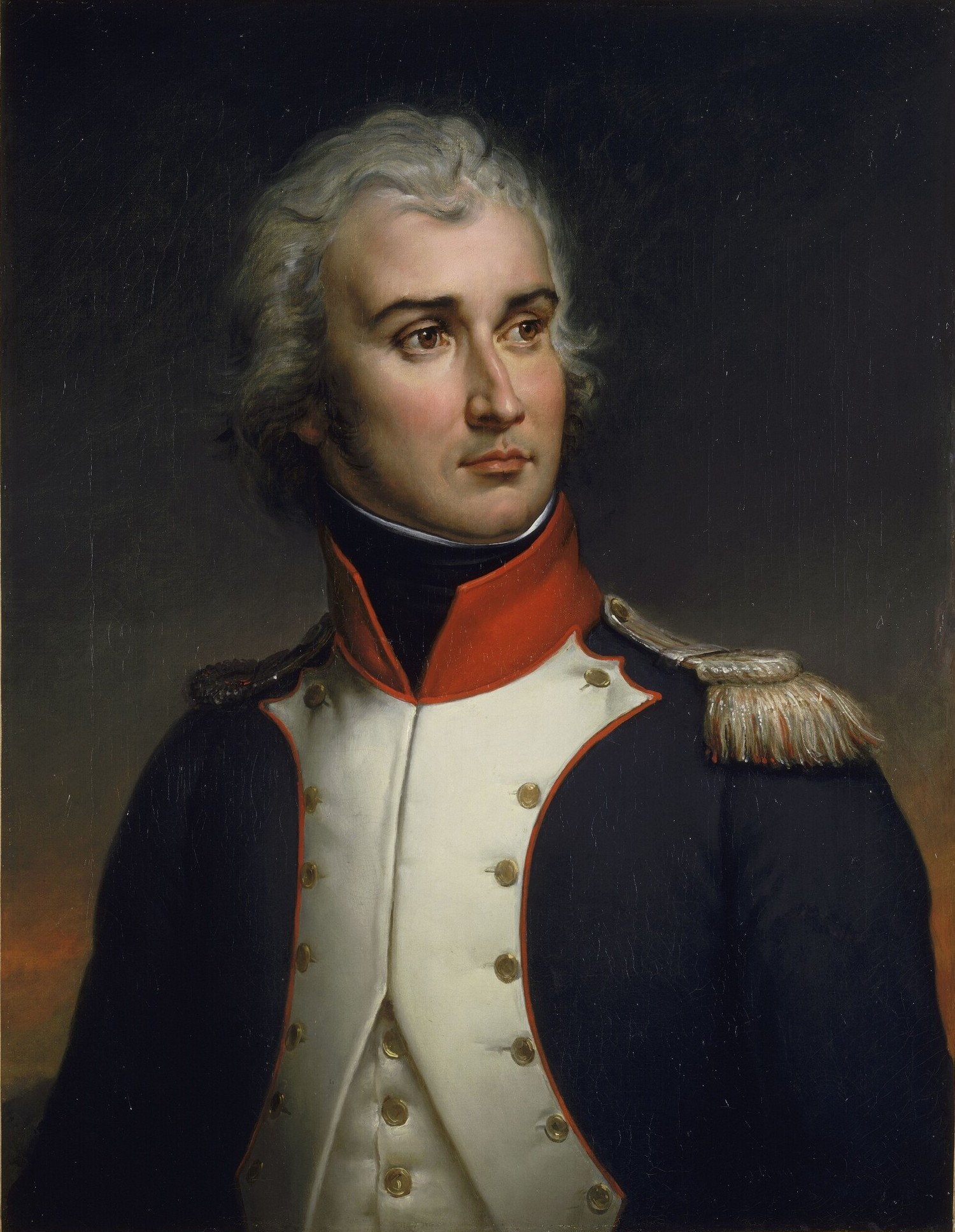
Jean Lannes en 1792

A finales de 1795 la división Augereau pasó a formar parte del ejército de Italia y allí tomó parte en la batalla de Loano el 24 de noviembre y después, bajo el mando del general Bonaparte, se distinguió en Millesimo y Dego.
Jefe de brigada provisional del 69 regimiento de línea el 15 de abril de 1796 y confirmado el 24 por el Directorio, recibió el mando de 4 batallones de granaderos de la vanguardia de Dallemagne. Con estas fuerzas, Lannes fue el primero en cruzar el Po en Plaisance el 7 de mayo. Combatió en Fombio al día siguiente, en Lodi el 10, y en el mes de julio rechazó una salida de los austríacos durante el sitio de Mantua. Luego participó en la expedición contra Livorno del general Vaubois. Nombrado por Bonaparte general de brigada de caballería en septiembre, tomó dos estandartes enemigos en Bassano el 8 del mismo mes, siendo herido ligeramente, y el 15 recibió otra herida, esta vez de más seriedad, en Governolo, durante la batalla de St. Georges.
Todavía convaleciente, Lannes se unió de nuevo al ejército para participar en el ataque de Arcole el 15 de noviembre. Allí recibió dos nuevas heridas y fue llevado en ambulancia a Ronco, donde le llegaron los rumores de los fracasos de los asaltos franceses. Entonces Lannes cogió un caballo y regresó a Arcola, llegando a tiempo para ver a Bonaparte atrapado en la retirada. Mientras los ayudantes de Bonaparte se esforzaban para protegerle del contraataque austríaco, Lannes lanzó a su columna contra el enemigo y le rechazó más allá del puente. Recibió una nueva herida, la tercera del día, pero Bonaparte pudo escapar con vida. Desde ese día surgió una amistad especial entre Bonaparte y Lannes, que continuaría hasta la muerte del segundo. El 17 de marzo de 1797 recibió la confirmación del grado de general de brigada por el Directorio ejecutivo y fue enviado por Bonaparte para tratar la paz con el Papa.

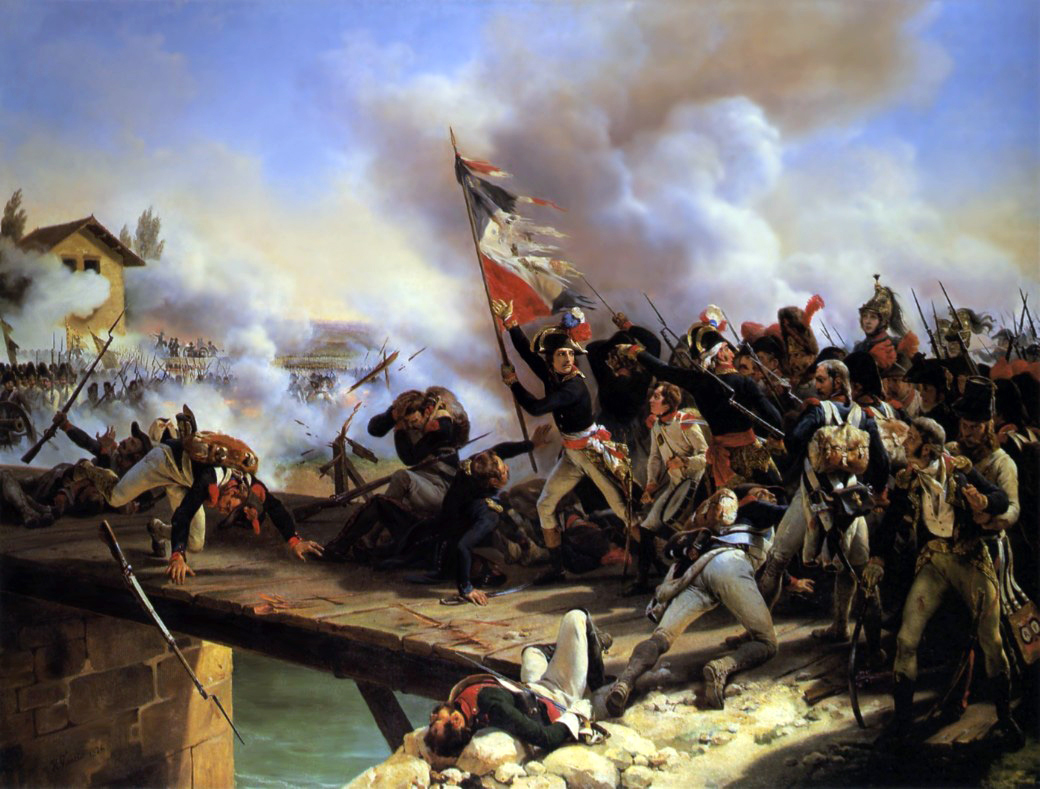
Napoleón liderando a sus tropas en la Batalla del puente de Arcole

Designado para formar parte del ejército de Oriente el 14 de marzo de 1798, estuvo en el ataque de Malta, luego mandó una brigada de la división Kléber y participó en la toma de Alejandría. Puesto al mando de la división Menou, jugó un papel notable en la represión de la insurrección de El Cairo. Durante la campaña de Siria, estuvo en El Arish, se distinguió en el sitio de Jaffa el 7 de marzo de 1799 y fue herido gravemente en el cuello durante un asalto contra San Juan de Acre el 8 de mayo. Lannes nunca se recuperó completamente de esta herida. Desde entonces, tuvo cierta dificultad para hablar y le quedó la cabeza inclinada hacia un lado. El 10 de mayo fue nombrado provisionalmente por Bonaparte general de división. Combatió en la segunda batalla de Abukir, donde solo Murat rivalizó con él por la gloria, y fue herido de nuevo, esta vez en la pierna, en el ataque de la ciudadela de Abukir. El 22 de agosto partió hacia Francia como parte del séquito de Bonaparte.
Al mando del cuartel general de las Tullerías, Lannes no participó activamente en el golpe de Estado del 18 de brumario, ya que Bonaparte le obligó a permanecer en París, quizás desconfiando de sus fuertes sentimientos republicanos. El 12 de noviembre fue nombrado comandante del 9.º y 10.º distritos militares para granjearse el apoyo al nuevo gobierno. Durante este tiempo y después de un difícil proceso, se divorció de su esposa, que le había sido infiel.
De nuevo en París, el 16 de abril de 1800 fue nombrado comandante en jefe de la Guardia Consular. Al mando de la vanguardia del ejército de reserva, Lannes tuvo la oportunidad de demostrar todos sus talentos al mando de la infantería. Convencido de que la rapidez y la sorpresa eran cruciales para la victoria, cruzó el Gran San Bernardo el 14 y el 15 de mayo de 1800, venció en Etroubles y tomó Aosta al día siguiente. Vencedor en Châtillon el 18, ocupó Ivrea el 24, derrotó al enemigo en La Chiusella el 26, se apoderó de Pavía el 2 de junio y cruzó el Po el 6 ante el enemigo. El 9 obtuvo una resonante victoria en Montebello contra los 18.000 austríacos del general Ott. Aunque tenía órdenes de Berthier de permanecer a la defensiva, Lannes atacó audazmente Casteggio con sus 5.000 hombres. Tras tomar y perder el pueblo en varias ocasiones, la llegada de la división Victor finalmente decidió la victoria, que costó 5.000 hombres a los austríacos y 600 a los franceses. A pesar del papel clave de Lannes durante la batalla, Bonaparte no le mencionó en sus despachos, quizás por haber desobedecido a Berthier, pero le conferiría años más tarde el título de duque de Montebello como premio a su hazaña.
El 12 de junio tomó Castel Nuovo di Scrivia, y el 14, en Marengo, Lannes tuvo que invertir su papel habitual y entablar una acción defensiva, resistiendo durante 7 horas los ataques enemigos y el fuego de 80 cañones hasta la llegada de Desaix, que le permitió participar en el contraataque que dio la victoria a Bonaparte.
En un mes de campaña, el ejército de reserva había liberado Italia, y Lannes había sido el principal artífice del éxito del plan de Bonaparte. Su enérgico cruce de los Alpes sorprendió al enemigo, y con su cadena de victorias aseguró el paso del grueso del ejército. Suya fue la victoria de Montebello, dirigiendo a sus fuerzas a la ofensiva contra un numeroso enemigo y coronando sus movimientos con una magnífica maniobra envolvente. Solo la falta de caballería le impidió destruir completamente a las tropas de Ott. Y en Marengo, su sangre fría, su coraje y la épica defensa de sus fuerzas fueron determinantes para retrasar el avance del enemigo, hasta que la llegada de Desaix convirtió una previsible derrota en victoria.
Un escándalo financiero en 1801 provoca que Lannes fuera destituido del mando de la Guardia y enviado a un exilio diplomático en Portugal, el 14 de noviembre de 1801, como embajador plenipotenciario. El 19 de mayo de 1804 fue elevado al rango de mariscal de Imperio, y con ocasión de los preparativos para invadir Inglaterra, fue llamado por fin a Francia para tomar el mando de la vanguardia en Boulogne el 22 de marzo de 1805.
La campaña de 1805 le vio de nuevo en la vanguardia del ejército, al mando del 5.º cuerpo, cuyo mando obtuvo el 23 de agosto. Combatió en Wertingen, participó en el cerco de Ulm, tomó Braunau el día 30 de octubre y facilitó la entrada de Napoleón en Viena el 13 de noviembre al apoderarse mediante una estratagema de un puente vital. En Hollabrunn, el 16, luchó durante 5 horas contra los rusos, y en Austerlitz estuvo al mando del ala izquierda, enfrentándose a las fuerzas de Bagration e impidiendo que apoyaran al centro.
Al mando de nuevo del 5.º cuerpo durante la campaña de 1806, el 10 de octubre derrotó en Saalfeld a las fuerzas prusianas y sajonas del príncipe Luis de Prusia, que resultó muerto en la lucha. Se distinguió de nuevo en la batalla de Jena, donde estuvo al mando del centro del ejército, entró en Potsdam, y, junto con Murat, forzó la rendición de Hohenlohe en Prenzlow.
Durante la campaña de Polonia, se distinguió en Pultusk, el 26 de diciembre, donde atacó a las fuerzas superiores en número de Benningsen. Herido nuevamente, la oportuna llegada de una de las divisiones de Davout le salvaron de la derrota. Abandonando el mando del 5.º cuerpo para restablecerse en Varsovia, se enfrentó de nuevo con el Emperador por motivos económicos.
El 5 de mayo recibió el mando de un cuerpo de reserva con el que participó en el sitio de Dantzig y en la batalla de Heilsberg. En Friedland estuvo al mando del centro, donde resistió, apoyado por Oudinot, desde las 3 de la madrugada hasta las 11 de la mañana, el ataque de 45.000 rusos.
Como recompensa a sus servicios, recibió 177.000 francos del gran ducado de Varsovia, el título de coronel-general de los suizos (13 de septiembre), fue hecho caballero de la orden de San Andrés de Rusia, príncipe de Siévers, y duque de Montebello (15 de junio de 1808), y recibió 100.000 y 50.000 francos de rentas por tierras en Westfalia y Hanover, respectivamente.

### En España

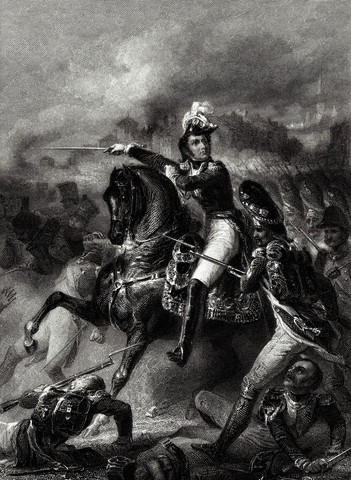
Mariscal Lannes

Napoleón en 1808 lo nombra comandante en jefe de un ala separada del ejército y lo manda a España, donde consigue una victoria sobre el general Castaños en la Batalla de Tudela.
En enero de 1809 Napoleón le encarga conquistar Zaragoza. En lugar de los costosos asaltos a la bayoneta de sus predecesores, Lannes decidió usar la artillería y las minas para destruir uno a uno los bastiones que más resistencia oponían a su avance. Su táctica dio resultado y el 21 de febrero de 1809 se produjo la capitulación con condiciones, después de una de las defensas más obstinadas en la historia.

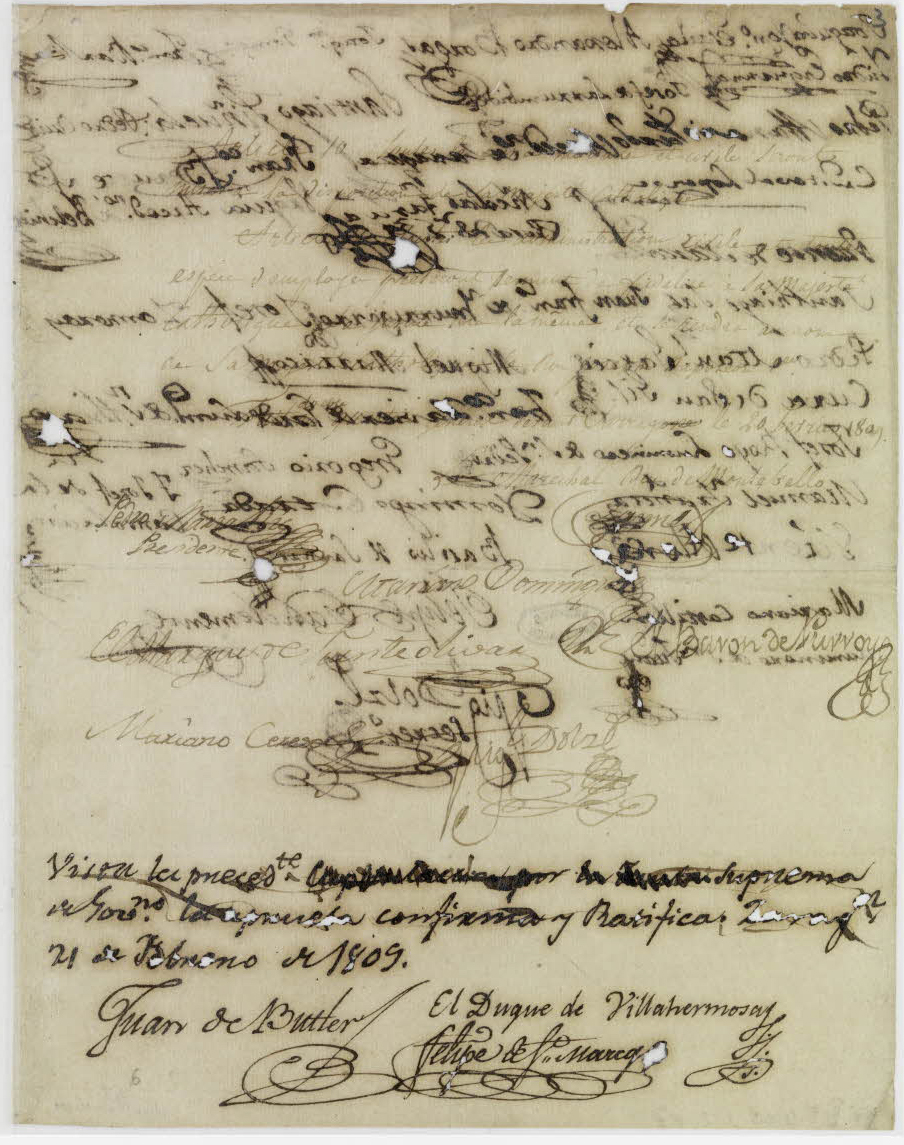
Rendición de Zaragoza

### Otras batallas
Napoleón lo nombra duque de Montebello y, el 24 de abril de 1809, recibió el mando del 2.º cuerpo del ejército de Alemania, con el que participó en las victorias de Abensberg, Landshut, Eckmühl y Ratisbona, así como en la toma de Viena, que capituló el 13 de mayo. El 21 de mayo, en Essling, se defendió, junto con Massena, durante todo el día contra 100 000 austríacos, al mando del archiduque Carlos. Los franceses solo eran 26 000. Las fuerzas de Lannes no solo mantuvieron sus posiciones, sino que rechazaron a los austríacos, y la batalla sin duda se hubiera ganado si no hubiera sido por la ruptura de los puentes sobre el Danubio, que privó a los franceses de refuerzos y municiones. Destrozadas por la artillería enemiga, las tropas francesas tuvieron que optar por la retirada.

### Su muerte
El 22 de mayo de 1809, en un momento de menor actividad durante el segundo día de la Batalla de Aspern-Essling, mientras Lannes hablaba con el general Pouzet, el mismo que le había introducido en la vida militar en 1792, una bala alcanzó en la cabeza a este último, matándolo en el acto. Lannes, afectado por la pérdida, se sentó al borde de una trinchera con las piernas cruzadas, cuando otra bala le alcanzó de lleno en ellas.
Llevado a Kaiser-Ebersdorf, el doctor Larrey le amputó la pierna izquierda y, al principio, pareció experimentar una notoria mejora. Sin embargo, se le declaró una fiebre perniciosa y se le desarrolló la gangrena. Napoleón acudió a visitarle cada día y la despedida entre los dos fue emotiva. Ya sin esperanzas, el mariscal entró en fase de delirio y murió el 31 de mayo, casualmente el mismo día que moría Joseph Haydn a pocos kilómetros de allí. Su cuerpo fue enterrado en el Panteón de París el 6 de julio de 1810, aniversario de la Batalla de Wagram.

### Anuncio de su muerte por Napoléon
Napoléon a la duquesa de Montebello, el 31 de mayo de 1809 de Ebersdorf, sobre las orillas del Danubio:
“Querida prima, el mariscal murió esta mañana de las heridas que recibió sobre el campo de honor. Mi pena iguala a la vuestra. Pierdo al general más distinguido de mis ejércitos, mi compañero de armas desde hace dieciséis años, al que consideraba como mi mejor amigo. Su familia y sus niños tendrán siempre derechos particulares bajo mi protección. Quise escribirle esta carta, porque siento que nada puede alterar la pena justa que sentirá.”
Napoleón poco después la muerte de Lannes:
“En Lannes, el valor triunfaba en primer lugar sobre el espíritu; pero el espíritu subía cada día para ponerse en equilibrio; lo cogí enano, lo perdí gigante.”
Napoleón en Santa Elena :
“Lannes, el más valiente de todos los hombres, era indudablemente uno de los hombres del mundo con los cuales podía contar más... El espíritu de Lannes había crecido en su valor, se había vuelto un gigante”.
“En Lannes, el valor predominaba al principio sobre el talento, pero a mi lado su espíritu ascendía cada día más hacia el equilibrio. Había alcanzado gran superioridad cuando murió. Le encontré pigmeo y le perdí gigante. Tenía una gran experiencia de la guerra. Fue un hombre de una bravura poco común. Tranquilo en medio del fuego, poseía una visión segura y penetrante. Violento e irritable en sus expresiones. Como general era infinitamente superior a Moreau y Soult“.